# Ramon Faus i Esteve
Ramon Faus i Esteve (Guissona, 14 d'abril de 1902 – Barcelona, 11 de juliol de 1987) fou un notari i professor universitari català.

## Biografia
Des de l'any 1930 fou notari de la ciutat de Barcelona. Va ser membre numerari de l'Institut d'Estudis Catalans, en fou President de la Secció de Filosofia i Ciències Socials. Va exercir de degà en tres ocasions del Col·legi de Notaris (1951-60) i va presidir tribunals d'oposicions a Barcelona, i formar part en diverses ocasions de tribunals d'oposicions a Madrid. També va ser Vicepresident de la Junta de Degans del Col·legi Notarial d'Espanya, membre de l'Acadèmia de Jurisprudència i Legislació de Barcelona, President Arxivat 2017-10-24 a Wayback Machine. de la Comissió Jurídica Assessora de la Generalitat de Catalunya (1979 - 1986), President del Tribunal de la Mitra d'Andorra (1982), Vicepresident de la Unió Internacional del Notariat i Membre de la Comissió d'Assumptes Europeus, organisme consultiu del Consell d'Europa. Paral·lelament va ser assessor dels monestirs de Poblet i Pedralbes, President de la Fundació Jaume Espona i Bunet i vicepresident primer durant vuit anys de l'Orfeó Català. Va ser vocal de la Fundació Noguera des de 1976 fins a la seva mort.
L'any 1981 fou guardonat amb la Creu de Sant Jordi concedida per la Generalitat de Catalunya. També li fou concedida la Gran Creu de l'Orde de Sant Ramon de Penyafort, concedida pel rei Joan Carles I.

## Obres publicades
- Los problemas de la mayor edad y del estado civil ante el derecho nuevo, 1941
- La separación de hecho en el matrimonio, 1945
- Jerarquía de retractos y preferencias de retrayentes, 1945
- La vida licenciosa del cónyuge viudo y sus consecuencias jurídicas, 1959
- El derecho de familia en la compilación de nuestras instituciones forales, 1954
- Ante la presentación en las cortes del Proyecto de compilación, 1959
- Derecho civil especial de Cataluña, 1960, amb la col·laboració de Francesc Condomines i Valls
- Sentido ético y progresivo de la Compilación, 1962
- La reforma del codi i el dret especial de Catalunya, 1962
- El deber de gratitud en nuestro ordenamiento civil, 1963